# Strzelectwo na Letnich Igrzyskach Olimpijskich 1896 – karabin dowolny, trzy postawy, 300 m
Strzelectwo z karabinu dowolnego podczas Igrzysk odbyło się 11 i 12 kwietnia. W zawodach wzięło udział 20 zawodników z 3 państw. Znane są wyniki pierwszych pięciu miejsc, natomiast o pozostałych brak danych w źródłach.

## Wyniki
| lp.    | Zawodnik               | Kraj             | Wynik    | 1            | 2            | 3            | 4            |
| ------ | ---------------------- | ---------------- | -------- | ------------ | ------------ | ------------ | ------------ |
| 1.     | Jeorjos Orfanidis      | Królestwo Grecji | 1583     | 328          | 520          | 420          | 315          |
| 2.     | Joanis Frangudis       | Królestwo Grecji | 1312     | 470          | 192          | 440          | 210          |
| 3.     | Viggo Jensen           | Dania            | 1305     | 392          | 423          | 280          | 210          |
| 4.     | Anastasios Metaksas    | Królestwo Grecji | 1102     | nieznane     | nieznane     | nieznane     | nieznane     |
| 5.     | Pandelis Karasewdas    | Królestwo Grecji | 1039     | nieznane     | nieznane     | nieznane     | nieznane     |
| 6.-18. | Andelotanasis          | Królestwo Grecji | nieznany | nieznane     | nieznane     | nieznane     | nieznane     |
| 6.-18. | Chadzidakis            | Królestwo Grecji | nieznany |              |              |              |              |
| 6.-18. | Jeorjos Diamandis      | Królestwo Grecji | nieznany | nieznane     | nieznane     | nieznane     | nieznane     |
| 6.-18. | Aleksios Fetsis        | Królestwo Grecji | nieznany | nieznane     | nieznane     | nieznane     | nieznane     |
| 6.-18. | Karakatsanis           | Królestwo Grecji | nieznany | nieznane     | nieznane     | nieznane     | nieznane     |
| 6.-18. | Nikolaos Lewidis       | Królestwo Grecji | nieznany | nieznane     | nieznane     | nieznane     | nieznane     |
| 6.-18. | Sidney Merlin          | Wielka Brytania  | nieznany | nieznane     | nieznane     | nieznane     | nieznane     |
| 6.-18. | Ksenon Michailidis     | Królestwo Grecji | nieznany | nieznane     | nieznane     | nieznane     | nieznane     |
| 6.-18. | Mustakopulos           | Królestwo Grecji | nieznany | nieznane     | nieznane     | nieznane     | nieznane     |
| 6.-18. | Pawlos Pawlidis        | Królestwo Grecji | nieznany | nieznane     | nieznane     | nieznane     | nieznane     |
| 6.-18. | Aleksandros Teofilakis | Królestwo Grecji | nieznany | nieznane     | nieznane     | nieznane     | nieznane     |
| 6.-18. | Joanis Teofilakis      | Królestwo Grecji | nieznany | nieznane     | nieznane     | nieznane     | nieznane     |
| 6.-18. | Nikolaos Trikupis      | Królestwo Grecji | nieznany | nieznane     | nieznane     | nieznane     | nieznane     |
| –      | Leon Langakis          | Królestwo Grecji | DNF      | nie ukończył | nie ukończył | nie ukończył | nie ukończył |
| –      | Joanis Wurakis         | Królestwo Grecji | DNF      | nie ukończył | nie ukończył | nie ukończył | nie ukończył |